# 蘭開斯特的菲莉琶

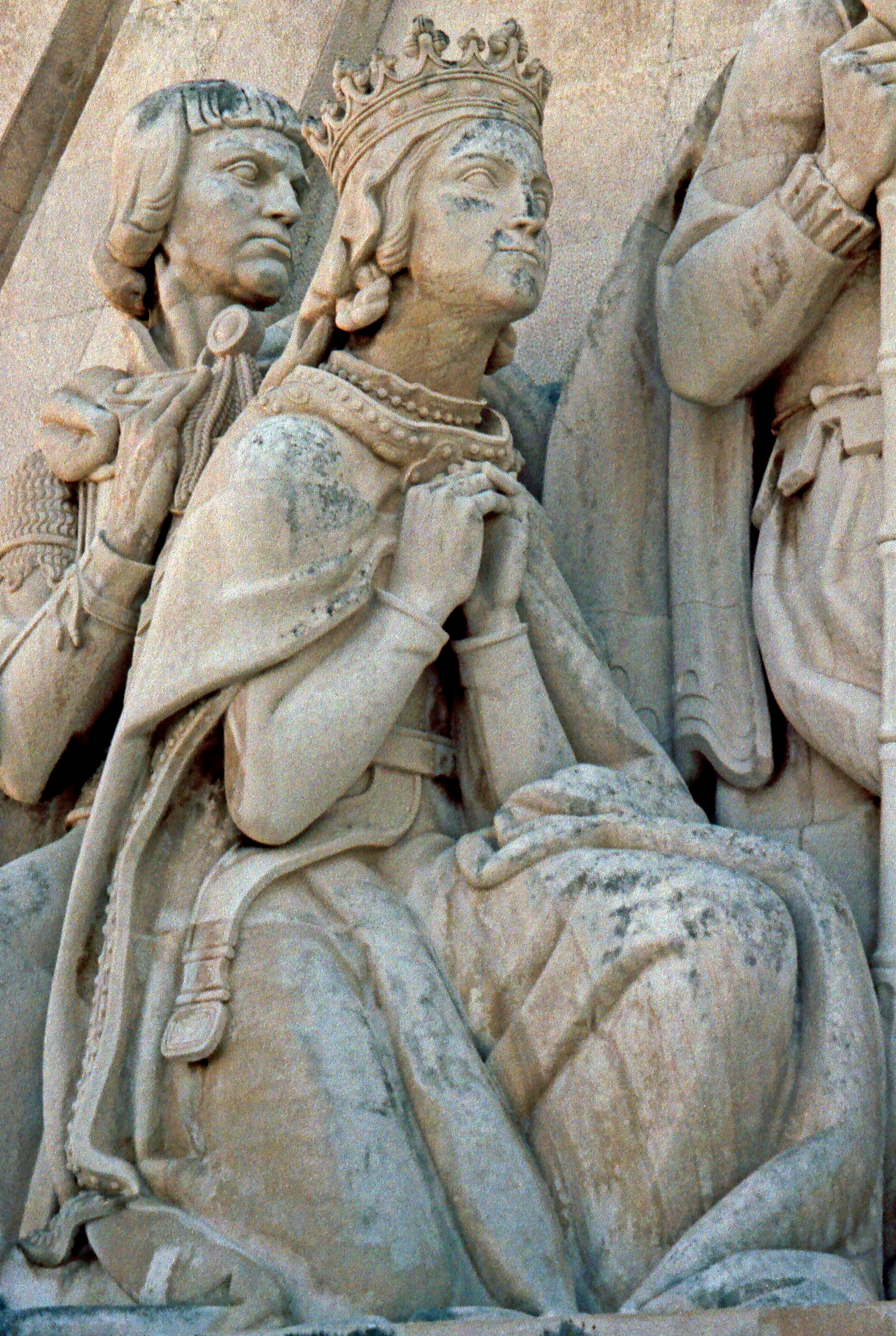
蘭開斯特的菲莉琶位於里斯本發現者紀念碑的雕像

蘭開斯特的菲莉琶（英語：Philippa of Lancaster，1360年3月31日—1415年7月19日），葡萄牙王后，蘭開斯特公爵岡特的約翰的女兒。恩里克王子的生母。

## 家庭
1387年，菲莉琶與葡萄牙國王若昂一世結婚，兩人共有6子2女：
1. 布蘭卡（1388年—1389年），夭折
2. 阿方索（1390年—1400年），早逝
3. 杜阿爾特（1391年—1438年），葡萄牙國王
4. 佩德羅（英语：Peter, Duke of Coimbra）（1392年—1449年），科英布拉公爵
5. 恩里克（1394年—1460年），維塞烏公爵
6. 伊莎貝爾（英语：Isabella of Portugal, Duchess of Burgundy）（1397年—1471年），勃艮第公爵夫人
7. 若昂（1400年—1442年）
8. 費爾南多（英语：Ferdinand the Holy Prince）（1402年—1443年）